# سد سول پلاتیه
سد سول پلاتیه (به لاتین: Sol Plaatje Dam) یک سد در آفریقای جنوبی است که در ایالت آزاد واقع شده‌است.